# RS-522
Pour les articles homonymes, voir Route 522.
La RS 522 est une route locale du Nord-Ouest de l'État du Rio Grande do Sul qui relie la BR-392, sur le territoire de la municipalité de Jóia, à l'embranchement avec la BR-285 et la RS-342, sur celui de la commune d'Ijuí. Elle dessert Jóia, Augusto Pestana et Ijuí, et est longue de 35,110 km.